# 뉴질랜드의 환경
뉴질랜드의 환경(The environment of New Zealand)은 뉴질랜드와 작은 섬 국가를 포함한 독특한 식생과 다양한 지세로 특징화된다. 역사적으로 현대와 격리된 특유의 생태계를 가지고 있었으며, 마오리족이 최초로 도착했고, 그 다음에는 유럽 정착 이민자들이 도착하여 이러한 독특한 생태계에 큰 영향을 미치기 시작했다. 외부에서 들여온 새로운 동식물 종은 종종 토종 경쟁자들을 압도하였으며, 고유 생태계의 다원성을 파괴하였다.

## 개요
전국적으로 13개의 국립공원을 갖고 있으며 이중 통가리로 국립공원과 테와히포우나무 국립공원은 세계 유산으로 지정되었으며, 특히 통가리로는 미국의 옐로스톤 국립공원에 이어 세계에서 두 번째로 세워진 국립공원이다. 또한 13곳의 해양보호구역이 지정되어 있다. 여타 지역에서는 이미 사라진 신생대, 구생대의 생물이 많이 발견되고 있는데 그 이유는 약 8천5백만년 전인 백악기때부터 다른 대륙과 격리되어 온 직접적인 결과이다. 이 같은 격리 상태를 단적으로 보여주는 것이 뉴칼레도니아와 함께 유일하게 뱀이 없는 지역이다.
최초의 포유류는 두 종의 박쥐였다. 뱀이 없는 나라(동, 철 성분 등이 다량 함유되어 있고, 습기가 많아 서식하지 못함) 뉴질랜드는 포유류보다 새들의 종류가 많아 약 250종의 새들이 서식하고 있다. 오포섬은 1958년 가죽을 목적으로 12마리를 방출하였으나 천적이 없고 번식력이 좋아 현재 약 7천만 마리가 살고 있어 해로운 동물로 분류되어 정책적으로 없애고 있다. 식물 중에는 살아 있는 화석이라 부를 수 있는 카우리 나무로 (전 국토의 4%) 약 40m, 가지가 20m나 된다.뉴질랜드에는 동물뿐 아니라, 식물의 80%가 다른 곳에서 쉽게 볼 수 없는 특별한 종들이다. 최소 30m 이상 자라는 거대한 카우리 소나무는 뉴질랜드 노스 랜드 지역을 대표하는 나무로, 길게는 2천 년까지 산다고 한다. 카우리 소나무는 단단하고 습기에도 강해 가구나 건축의 재료로 사용되고 있다. 뉴질랜드 전역에 서식하는 고사리 나무의 한 종류인 실버 펀은 뉴질랜드를 상징하는 식물이다. 위쪽은 짙은 녹색을 띠고 있지만 아래로 내려오면서 점점 은색이 되는 잎사귀 색깔 때문에 붙여진 이름으로, 럭비 대표 팀 올블랙스뿐만 아니라 국가 대표 농구 팀과 하키, 크리켓 대표 팀 등 많은 스포츠 팀들이 이 실버 펀을 상징으로 사용한다. 해마다 초봄에 피어나는 고사리의 어린잎 코루 역시 뉴질랜드 사람들이 좋아하는 상징이다. 코루는 새로운 생명, 시작, 성장 등을 뜻한다고 해서 각종 기념품에 새겨지기도 한다.
원래 뉴질랜드에서 살았던 토착 동물들은 인간이 상륙하면서 거의 사라지거나 멸종 위기에 처했다. 인간들의 무분별한 사냥에 희생되기도 했고, 인간과 같이 상륙한 외래 동물들에게 잡아먹히거나 먹이 경쟁에서 밀려났기 때문이다. 현재 뉴질랜드에서 흔히 볼 수 있는 동물들은 대부분 외래종이다.

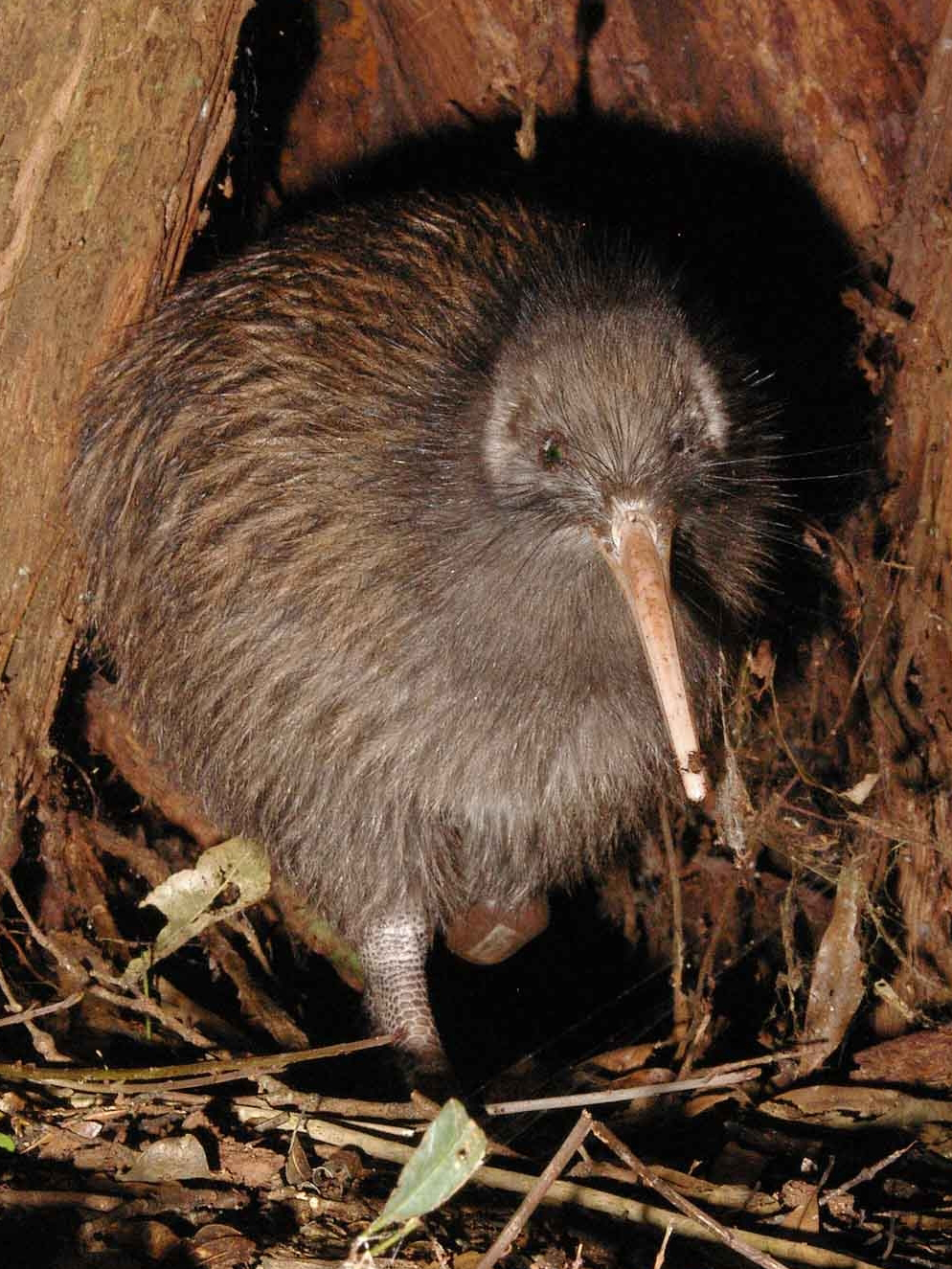
뉴질랜드 국조인 키위 새

환경보호 활동에 적극적인 뉴질랜드 사람들이지만 그들에게도 그 해결이 쉽지 않은 숙제가 있으니 그것은 바로 사람들의 무관심과 무지로 인해 사라져가고 있는 고유 동식물에 대한 대책이다. 사람들이 이주한 이후 낮은 지대의 늪과 습지대에 사는 고유 동식물 85%가 멸종되었다. 또한 800종 이상의 생물들이 심각한 생존 위험에 처해 있다. 뉴질랜드의 상징인 키위 새 역시 그렇다. 북쪽에 사는 갈색 키위는 멸종위기에 있으며 다른 키위들은 해마다 6% 정도의 감소를 보이고 있다. 뉴질랜드에서 진화하고 생존했던 새는 모두 93종이었으나 이중 43종이 멸종되었고, 37종은 멸종의 위험에 처해 있다. 이와 같은 고유 생태계의 변화는 주로 서식지의 파괴와 분열, 그리고 해충과 잡초 때문이다. 특히 해충은 뉴질랜드의 생태계와 경제에 심각한 피해를 준다. 외국에서 들어온 해충과 잡초들은 뉴질랜드 고유의 생물들과 뉴질랜드 고유의 생물들을 멸종으로 몰고 간다.
이 때문에 뉴질랜드 검역당국은 외국에서 입국하는 사람과 화물에 대해 검역을 철저히 한다. 피해를 주는 동식물의 유입을 막기 위해서이다. 생태계에 나쁜 영향을 주는 것으로 빼놓을 수 없는 것이 고양이, 개, 흰족제비, 주머니쥐와 같이 외국에서 유입된 동물들이다. 이들은 뉴질랜드에 살고 있던 동물이나 꽃 등에 악영향을 주었다. 예를 들면 해치는 동물이 없어 날지 못해도 사는 데 지장이 없었던 모아새(멸종)나 키위새는 이들 외래종에게 먹히기 때문에 생존의 위기에 있는 것이다.
뉴질랜드는 지난 60년까지는 고래를 잡았지만 지금은 열렬한 고래보호국이다. 고래잡이를 중단한 후 떠났던 고래들이 되돌아오고 있는데 심지어는 고래가 떼지어 해변에 몰려오는 경우도 있다. 과거 같으면 앉아서 돈을 버는 횡재겠지만 지금은 훈련된 고래구조반원을 불러 다시 바다로 되돌려 보낸다. 세계적으로 바다의 수산자원이 줄어드는 시점에서 뉴질랜드는 어족자원 보호에도 앞장서고 있다. 남태평양에서 유망을 이용한 어로작업을 금지하는 데에도 적극 노력하고 있다.

## 환경보호
자연보호에는 시민들이 앞장서야 한다는 의식을 가진 뉴질랜드에서는 어린이때부터 현장체험을 통한 자연사랑운동을 벌이고 있다. 학교에서는 어린이들에게 물의 특징을 조사하게 하고 수질오염이 심할 경우 계몽활동을 펼치도록 한다. 그런 어린이들에게 하루살이 같은 물벌레가 있으면 수질은 매우 양호한 상태이고, 거머리나 다슬기 같은 생물이 있으면 보통 수준이며, 파리나 모기의 애벌레, 물지렁이가 발견되면 더러운 물이라는 사실은 보편적인 상식으로 자리잡고 있다. 이렇게 함으로써 어린이들에게 과학 탐구정신을 길러주고 물, 공기, 땅 같은 기초적인 자연을 사랑하는 마음을 갖도록 하는 것이다.
오클랜드에 있는 베란 초등학교에서는 어린이들에게 재활용의 중요성을 강조하는 영화를 보여주며, 아기공룡 둘리처럼 생긴 연두색 괴물 스낙을 설명해 준다고 한다. 스낙은 어린이들에게 보다 효과적인 환경보호 교육을 펼치기 위해 창안된 캐릭터이다. 스낙은 쓰레기더미로 된 산꼭대기에 오르거나 퇴비벌레농장에서 지렁이들과 같이 밭을 가는 모습을 보여준다. 또한 모든 것이 재활용으로 이루어진 재활용 도시를 안내하며 아이들에게 환경의 소중함을 재미있게 설명해 준다. 또한 현장학습센터에서는 유치원이나 초등학교 어린이들에게 슈퍼마켓 놀이를 통해 환경친화물품을 가르쳐 준다. 예를 들면 주방용 세제, 자동차배터리, 엔진오일, 스프레이, 살충제, 페인트 같은 것은 환경을 오염시키므로 사용을 억제해야 된다고 알린다. 반면 환경친화마크가 표시된 제품을 선호하도록 홍보한다.
오클랜드 시 버크데일의 일반 가정에는 집 마당 한 구석에 벽돌로 만든 공간이 있다. 식사를 한 후 사과껍질이나 먹다 남은 음식을 버리는 곳인데 이 음식쓰레기는 퇴비로 재생된다. 음식찌꺼기를 버리면 지렁이가 이를 소화하여 양분이 있는 유기비료로 만들기 때문이다.공기가 잘 통하도록 어린이들은 가끔씩 쇠스랑으로 흙과 음식찌꺼기를 잘 섞는다.
또한 부모들은 인근 산에 나무를 심고 자녀들의 이름이 붙은 나무에 집에서 만든 퇴비를 주는 등 애정을 쏟는다. 이렇게 함으로써 자연스럽게 환경친화 의식을 심어주는 것이다.
스키장 역시 환경관리가 잘 되어 있다. 남섬에 있는 퀸스타운은 아름다운 호반도시로 세계적으로 유명한 스키장이 교외에 두 곳 있다. 코로넷 피크 스키장도 그 중 하나로 풍부한 천연설로 인해 구름 위에 선 듯한 느낌을 받는다. 산 정상에는 설원이 끝없이 펼쳐져 있지만 산 아래에는 푸른 초원과 호수들이 많다. 사람들의 발길이 끊이지 않는 곳이지만 스키장 어디에서도 쓰레기가 버려진 것을 발견할 수 없다.
뉴질랜드에서 가장 큰 도시이자 상공업의 중심도시인 오클랜드는 전형적인 항구 도시이다. 하버브리지에서 내려다 보면 푸른 바다 위에 무수한 하얀 점들을 찍어 놓은 것 같은 수백 척의 흰 요트들을 볼 수 있다. 그것은 대부분 개인 소유의 배들로 뉴질랜드 사람들은 주말이나 휴일이 되면 가족이날 친구들과 낚시나 항해를 즐기려고 앞바다로 나간다. 이들은 바다오염이 주는 환경재해를 잘 인식하므로 함부로 폐기물을 바다 위에 버리지 않으며, 기름유출사고에도 만전을 기한다.
뉴질랜드가 ‘낙원’이라 불리는 것은 정부와 기업, 그리고 시민들이 삼위일체가 되어 환경 지키기에 나서고 있는 데 그 참된 이유가 있다.뉴질랜드의 국가수입에서 관광산업은 최대의 외화획득원이다. ‘녹색의 뉴질랜드’에서 아름다운 자연과 다양한 레저를 즐기려고 뉴질랜드를 방문하는 외국인들의 수는 계속 증가하고 있는데, 항상 깨끗하고 푸르른 환경을 유지하기 위한 정부와 시민들의 노력은 대단하다. 환경친화적인 대체 에너지를 사용하는 나라의 기업은 폐기물의 배출이나 수질 공기오염 방지에 최선을 다하는 것은 물론이고 새로운 기술개발에도 적극적이다. 뉴질랜드의 워터마스터 테크놀러지사는 캔터베리 대학과 공동으로 대기에서 청정수를 추출하는 데 성공했다. 그 원리는 대기의 습기를 이용해 하루 20l의 깨끗한 식용수를 손쉽게 만드는 것이다. 곧 특수 제작된 기계가 빨아들인 공기의 습기로부터 물을 추출한 다음 전기필터와 탄소필터를 통한 3단계의 정수과정을 거쳐 청정수를 만드는 것이다. 이 기술은 비용이 저렴한 데다 어떠한 습도에서도 작동이 가능해 식수난과 환경오염문제를 극복하는 데 도움을 줄 것으로 보인다.
또한, 뉴질랜드는 석탄자원이 풍부함에도 불구하고 화석연료 사용으로 인한 대기오염을 막기 위해 공해가 적은 수력발전과 지열발전 등 대체 에너지를 사용하는데 수력발전은 전체 전력의 70∼80%, 지열발전은 7∼8%를 차지한다. 타우포 호수 부근의 와이라케이 지열발전소는 산업용 전기뿐만 아니라 가정용 온수도 공급하는 다목적발전소로 세계에서 두 번째로 큰 지열발전소로서 굵은 파이프라인과 드넓은 땅에서 무럭무럭 피어나는 하얀 증기는 퍽 인상적이다.
뉴질랜드는 환경보호를 위하여 오존을 파괴하는 CFC의 사용을 억제하며, 무연 휘발유만을 사용하게 하며 쓰레기 재활용 제도를 철저히 실시하여 재활용률이 알미늄 41%, 유리 36%, 종이 42%, 플래스틱 8%, 철 4% 등이다.
이런 자연보호로 말미암아 뉴질랜드 어디를 가보아도 우거진 푸른 숲과 맑은 강을 볼 수 있다. 천혜의 아름다운 자연과 이를 지키려는 시민들의 노력이 잘 어우러진 결과이다. 고유 동식물이 외래종 등에 의해 멸종되는 등 심각한 환경문제도 있지만 정부와 기업, 그리고 시민들의 끊임없는 개선노력이 이어지는 한 남태평양의 환경 모범국 ‘녹색의 뉴질랜드’는 그 푸르름을 잃지 않을 것이다.